# Феритна сталь
Фери́тна сталь (англ. ferritic steel) або сталь фери́тного кла́су — це сталь із структурою з легованого фериту з певним вмістом карбідів. Феритна сталь утворюється при низькому вмісті вуглецю й великій кількості легувального елемента, що обмежує область існування аустеніту (Cr, W, Mo, V, Si, Al та ін.). Хром (Cr) утворює захисний шар на поверхні, тому феритні сталі ще називають хромистими і вони належать до неіржавних сталей.

## Склад і класифікація феритних сталей
Легувальні елементи, вступаючи у взаємодію із залізом і вуглецем, можуть брати участь в утворенні різних фаз в легованих сталях: легованого фериту, легованого аустеніту, легованого цементиту. При вмісті легувальних елементів — ванадію, молібдену, силіцію та інших елементів понад певну межу стійким за всіх температура є α-стан (легований ферит). Такі сплави на основі заліза називають феритними сталями. (сталями феритного класу).
Розрізняють декілька видів феритних сталей:
- феритні
- аустенітно-феритні (не менше ніж 10 % фериту у структурі)
- мартенситно-феритні (не менше ніж 10 % фериту).

Поділ сталей на класи за структурним ознаками є умовним і робиться залежно від основної структури, отриманої при охолодженні сталей на повітрі після високотемпературного (1000…1050 °С) нагріву.
У сталях ферито-утворювальні легувальні елементи звужують γ-область і розширюють область α-твердих розчинів; до числа ферито-утворювальних легувальних елементів належать Cr, Si, Al, Mo, V, Ti, W, Nb, Zr. При легуванні сталей ферито-утворювальними елементами у великій кількості область γ-Fe може бути повністю виключена, при цьому сталь набуває чисто феритної структури і отримується феритна сталь.
При комбінованому легуванні сталей аустеніто- та ферито-утворювальними елементами структура сталі буде складатись з аустеніту і фериту, такі сталі будуть аустенітно-феритними.
Мартенситно-феритні сталі отримують шляхом двофазового термокінетичного перетворення. Залежно від швидкості охолодження і температури, з одного боку утворюється феритна складова, з другого боку аустеніт перетворюється на мартенсит. Такі сталі містять приблизно 14 % хрому й характеризуються ідеальною стійкістю до корозії.

## Властивості
Деякі хромисті сталі:
- феритного класу — 10Х13СЮ, 08Х13, 12Х17, 08Х17Т, 15Х18СЮ, 15Х25Т, 15Х28;
- мартенситно-фертного класу — 12Х13, 14Х17Н2, 15Х12ВНМФ;
- аустенітно-феритного класу — 08Х20Н14С2, 20Х20Н14С2, 08Ч18Т1.

Залежно від виду легувальних елементів і їх вмісту у феритних сталях, виробництво може бути як дорогим, так і дешевим. Дешеві феритні сталі мають ряд недоліків, зокрема, схильність до зростання зерна і схильність, завдяки хрому, до міжкристалітної корозії. З цими негативними факторами борються уведенням до феритної сталі додаткових легувальних елементів, а також, термообробленням.
Сталі феритного класу (12Х17, 25Х25Т, 15Х28) мають вищу корозійну стійкість ніж сталі з мартенситною структурою. Сталь 12Х17 застосовують після рекристалізаційного відпалу при температурі 760…780 °С. Феритні сталі 25Х25Т та 15Х28 використовують частіше без термообробки для виготовлення зварних деталей, що працюють в дуже агресивних середовищах та не зазнають ударних навантажень за температур експлуатації не нижче за — 20 °С. Для цих сталей характерною є крупнозернистість у литому вигляді і схильність до значного росту зерна при нагріванні понад 850 °С (наприклад, при зварюванні), що приводить до окрихчування. Подрібнити зерно та підвищити пластичність темообробленням не вдасться, оскільки сталі не зазнають α↔γ перетворень. Зварні конструкції із сталі 15Х28 схильні до міжкристалічної корозії. Для підвищення опору міжкристалічної корозії та подрібнення зерна сталь легують титаном у кількості не менше від п'ятикратного вмісту вуглецю (15Х25Т). Титан зв'язує вуглець і виключає можливість утворення карбідів хрому, а значить, збіднення фериту на хром. Феритні сталі з вмістом 25—30 % Cr окрихчуються при тривалому нагріві до 450…500 °С внаслідок утворення виділень σ-фази.
Аустенітно-феритні сталі містять 18…22 % Cr, 2…6 % Ni і деяку кількість Mo, Cu, Ti (08Х22Н6Т, 12Х21Н5Т та ін..) є замінниками хромонікелевих сталей аустенітного класу і характеризуються високою корозійною стійкістю в агресивних середовищах завдяки значному вмісту хрому (>20 %). Вони також мають високу міцність та стійкість до пітінгоутворення й корозійного розтріскування. Аустенітно-феритні сталі порівняно з аустенітними характеризуються вищою міцністю (σв = 650…750 Н/мм², σ0,2 = 350…400 Н/мм²) при задовільній пластичності (δ = 16…25 %, ψ = 45 %). При нагріванні до 400…750 °С сталі окрихчуються.
Сталь 12Х13 у рівноважному стані належить до напівферитних, а після гартування у маслі або на повітрі з високих температур має структури мартенситу і фериту.
Істотним, у деяких випадках, недоліком, яким характеризується сталь феритного класу, є її не завжди однозначні магнітні властивості, що залежать від співвідношення структурних компонентів. Ферит як фазова структура залізо-вуглецевих сплавів має дві модифікації — при температурах нижче від точки Кюрі, він, як і мартенсит, є феромагнетиком. Високотемпературний, так званий «дельта-ферит», за визначенням, вище від точки Кюрі для заліза (768 °С), очевидно, має парамагнітні властивості.

## Використання
Недорогі феритні сталі зазвичай використовують при виготовленні ненавантажених деталей, невідповідальних товарів масового споживання, фурнітури. Взагалі ж діапазон використання феритних сталей є надзвичайно широким — від умов роботи побутової апаратури до роботи в агресивних середовищах за помірно високих температур (до 500…600 °C).
Із сталі 12Х17 виготовляють обладнання для заводів легкої і харчової промисловості, кухонне начиння. Зварювання цієї сталі слід уникати, оскільки зони, що прилягають до зварного шва, мають крупне зерно, низьку пластичність і корозійну стійкість.
Мартенситно-феритні сталі знайшли застосування у нафтохімічній та ін. промисловостях. Зокрема, енергетичне і нафтохімічне обладнання та апаратуру виробляють з мартенситно-феритної сталі.
Із сталей феритного класу виготовляють деталі турбін, труби, деталі котлів (12Х13), клапани автотракторних двигунів (10Х13СЮ), теплообмінники, кухонне обладнання (12Х17, 08Х17Т), труби і деталі піролізного устаткування (15Х18СЮ, 15Х28), чохли термопар, електроди свічок запалювання (15Х25Т) тощо.